# Junior Research Fellowship
Un poste de Junior Research Fellow (JRF), parfois appelé Research Fellow ou Fellow by Examination, est un poste de chercheur postdoctoral destiné aux chercheurs en début de carrière à l'université d'Oxford et à l'université de Cambridge. Les JRF comptent parmi les postdoctorats les plus compétitifs et les plus prestigieux du Royaume-Uni,,. Ils sont également considérés comme des voies directes vers des postes menant à la titularisation,.

## Histoire
À l’origine, le terme « research fellow » désignait un jeune chercheur qui travaillait sur un projet spécifique de manière temporaire. Ils étaient généralement payés soit à partir des fonds centraux de l'université, soit par une organisation extérieure telle qu'une œuvre caritative ou une entreprise, soit par l'intermédiaire d'un organisme de financement de la recherche, par exemple dans le cadre des bourses de recherche universitaire de la Royal Society. Elles étaient souvent réservées aux chercheurs célibataires, bien que cette interdiction ait été levée par des réformes au milieu du XIXe siècle.
Pendant et après la Première Guerre mondiale, les collèges d’Oxbridge ont réformé leurs programmes de recherche. Le nombre total de chercheurs à Oxford est passé de 100 en 1909 à 1 071 en 1919. Au Balliol College d'Oxford, les JRF étaient autorisés à siéger au sein du conseil d'administration du collège, qui était responsable de la prise de décision centrale.
Dans les années d’après-guerre, les universités britanniques ont commencé à investir davantage de ressources dans les junior research fellowships. Près de la moitié des financements de JRF proviennent de l’université centrale, plutôt que des collèges. 

## Avantages
Les collèges peuvent attribuer des postes de junior research fellows équivalents à des postes de chercheurs postdoctoraux, d'une durée de trois ou quatre ans. Les JRF offrent un financement complet, généralement avec des privilèges supplémentaires, tels que le logement gratuit ou subventionné et le droit de manger dans le collège. Les avantages supplémentaires comprennent l’accès aux installations du campus, aux jardins privés et à l’accès aux salles communes. Ils n'ont aucune exigence en matière d'enseignement ou d'administration, bien que certains JRF ont le droit de siéger au conseil d'administration de leur collège et de donner des travaux dirigés. Contrairement à d'autres postes postdoctoraux au Royaume-Uni, les JRF ne sont pas liés à un projet ou à un département spécifique, et les JRF sont donc autorisés à poursuivre leurs propres projets de recherche indépendants,. C’est pour cette raison qu’ils constituent souvent les postes postdoctoraux les plus convoités au Royaume-Uni.
Les postes de JRF peuvent être annoncés comme généraux ou spécifiques à un domaine,. Ils sont disponibles pour les chercheurs postdoctoraux en sciences humaines, en sciences sociales, en sciences naturelles, en sciences formelles et en ingénierie.
Les JRF ne sont pas les seuls postes postdoctoraux à Oxbridge. D’autres financements incluent les bourses postdoctorales de la British Academy, les bourses Leverhulme et les bourses postdoctorales Marie Skłodowska-Curie. Les associés postdoctoraux (par opposition aux research fellows) sont un autre type de poste, qui sont liés à un projet de recherche spécifique et généralement financés par un organisme externe. En général, ces bourses sont appelées bourses de début de carrière.

## Élections
Les comités de sélection de JRF donnent la priorité aux candidats ayant un potentiel de recherche élevé et les préparent à des postes permanents. Ils reçoivent généralement des candidatures d'étudiants en dernière année de doctorat et de jeunes diplômés. Chaque collège d'Oxbridge organise ses propres publicités, entretiens et offres de postes de JRF. Le processus de candidature nécessite la préparation d'un dossier pouvant inclure une lettre de motivation, un travail écrit, des lettres de recommandation et/ou un curriculum vitae. Les candidats présélectionnés sont invités à soumettre d'autres documents, tels que des travaux supplémentaires, et les candidats sélectionnés pour l'étape suivante sont invités à un entretien. Les entretiens du JRF sont connus pour être notoirement difficiles et intenses,,. Un seul poste ouvert de JRF peut recevoir plusieurs centaines de candidatures,.
Les candidats retenus sont élus pour servir en tant que fellows avec tous les avantages universitaires. Ils sont intronisés lors d'une cérémonie marquant leur admission en tant que nouveaux membres. La cérémonie est dirigée par un préélecteur qui est un membre senior du collège.

## En dehors d'Oxbridge
Ces dernières années, d’autres universités, notamment l’université de Warwick et l’université de Vienne, ont créé des postes de JRF similaires,. En Europe continentale, les JRF sont souvent liés à un projet spécifique.

## Perceptions du public
Les postes de JRF ont été critiqués pour leur caractère discriminatoire envers les étudiants qui n’ont pas fréquenté un collège d’Oxbridge. Beaucoup ont noté la discrimination fondée sur la classe sociale qui se produit dans les universités d’Oxford et de Cambridge. Les titulaires de JRF sont également décrits comme étant majoritairement des hommes, bien que certains collèges aient signalé ces dernières années avoir une majorité de femmes titulaires de JRF.